# Zelotes uniformis
Zelotes uniformis este o specie de păianjeni din genul Zelotes, familia Gnaphosidae, descrisă de Mello-leitao, 1941. Conform Catalogue of Life specia Zelotes uniformis nu are subspecii cunoscute.